# Кио (Вастселійна)
Кио (ест. Kõo) — село в Естонії, входить до складу волості Вастселійна, повіту Вирумаа.